# Jean-Baptiste Maunier
Jean-Baptiste Maunier, ps. JB lub Jean-Bapt (ur. 22 grudnia 1990 w Brignoles) – francuski aktor oraz śpiewak.
Swoją karierę rozpoczął jako solista w chórze Les Petits Chanteurs de Saint-Marc, który wykonał piosenki do ścieżki dźwiękowej filmu Pan od muzyki. W tym samym filmie Jean-Baptiste Maunier wystąpił w roli Pierre’a Morhange’a.
Po premierze Pana od muzyki muzyczna kariera Mauniera nabrała tempa. W 2005 roku razem z Clémence Saint-Preux nagrali piosenkę Concerto pour deux Voix. Od roku 2005 bierze udział w akcji charytatywnej Les Enfoires, gdzie śpiewa razem z francuskimi piosenkarzami.

## Filmografia
- 2004: Pan od muzyki (Les choristes) jako Pierre Morhange
- 2006: Le Cri jako Robert
- 2006: Le Grand Meaulnes jako François Seurel, narrator
- 2006: Piccolo, Saxo et Cie jako głos Saxo
- 2007: Hellphone jako Sid
- 2007: Czerwona oberża (L’Auberge rouge) jako Octave
- 2007: La Lettre jako Guy Môquet
- 2010: Louis la Chance jako Louis